# Paul Muni
Pour les articles homonymes, voir Muni (homonymie).
Frederich Meshilem Meier Weisenfreund, dit Paul Muni, est un acteur américain d'origine austro-hongroise né à Lemberg (royaume de Galicie et de Lodomérie) le 22 septembre 1895 et mort à Montecito le 25 août 1967.
Il commence sa carrière d'acteur dans le théâtre yiddish à Chicago et est considéré dans les années 1930 comme l'un des acteurs les plus prestigieux de la Warner Bros. et a le rare privilège de pouvoir choisir ses propres rôles.
Il incarne souvent des personnages puissants, comme le rôle principal dans Scarface (1932), et est connu pour la préparation intense qu'il accorde à ses rôles, se plongeant souvent dans l'étude des traits et des manières des personnages réels. Il est également très compétent dans les techniques de maquillage, un talent qu'il avait appris de ses parents, également acteurs, et de ses premières années dans le théâtre yiddish. À l'âge de 12 ans, il tient le rôle d'un homme de 80 ans, et dans le film Seven Faces (en), il incarne sept personnages.
Muni est apparu dans 22 films et a été nommé cinq fois à l'Oscar du meilleur acteur, remportant le trophée pour son rôle dans le film La Vie de Louis Pasteur (1936). Il a également joué dans de nombreuses pièces de théâtre de Broadway et a remporté le Tony Award du meilleur acteur dans une pièce  pour son rôle dans la production de 1955 Inherit the Wind (en).

## Biographie

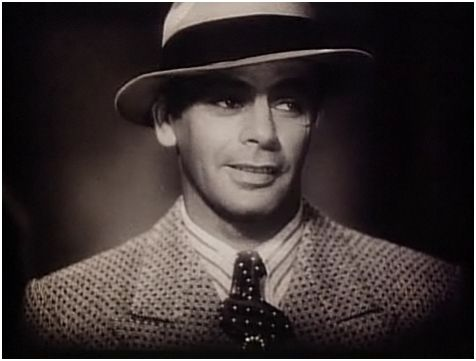
Paul Muni dans la bande-annonce de Scarface (1932).

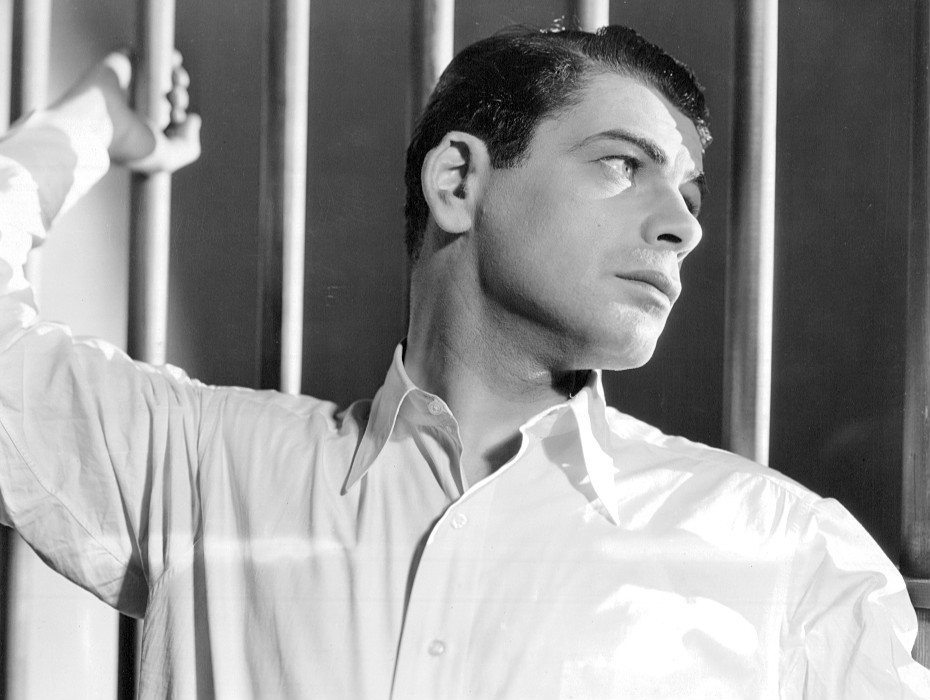
Paul Muni dans Je suis un évadé (1932).

Sa famille, de souche juive polonaise, émigre aux États-Unis en 1902. Sa carrière d'acteur commence à l'âge de 12 ans où il rejoint ses parents comédiens sur la scène du théâtre yiddish à Chicago, la première fois pour y interpréter le rôle d'un vieillard.
Il fait ses débuts au cinéma en 1929 dans The Valiant.
Ses rôles des gangsters Tony Camonte (dans la première version de Scarface, signée Howard Hawks en 1932) et James Allen (dans Je suis un évadé de Mervyn LeRoy, la même année) le firent accéder à la célébrité aux débuts du cinéma sonore. Son don pour la composition s'illustra encore dans ses interprétations des personnages historiques les plus divers dans des films biographiques comme Docteur Socrate, La Vie de Louis Pasteur, La Vie d'Émile Zola, Juarez, tous signés William Dieterle.

## Filmographie
- 1929 : Je suis un assassin (The Valiant) de William K. Howard
- 1929 : Seven Faces de Berthold Viertel
- 1932 : Scarface de Howard Hawks
- 1932 : Je suis un évadé (I am a Fugitive from a Chain Gang) de Mervyn LeRoy
- 1933 : The World Changes de Mervyn LeRoy
- 1934 : On a tué ! (Hi, Nellie) de Mervyn LeRoy
- 1935 : Ville frontière (Bordertown) d'Archie Mayo
- 1935 : Furie noire (Black Fury) de Michael Curtiz
- 1935 : Docteur Socrate  (Dr. Socrates) de William Dieterle
- 1936 : La Vie de Louis Pasteur (The Story of Louis Pasteur) de William Dieterle
- 1937 : Visages d'Orient (The Good Earth) de Sidney Franklin
- 1937 : La Femme que j'aime (The Woman I Love) de Anatole Litvak
- 1937 : La Vie d'Émile Zola (The Life of Emile Zola) de William Dieterle
- 1939 : Juarez de William Dieterle
- 1939 : Nous ne sommes pas seuls (We Are Not Alone) d'Edmund Goulding
- 1941 : Les Trappeurs de l'Hudson (Hudson's Bay) d'Irving Pichel
- 1942 : Le commando frappe à l'aube (Commandos Strike at Dawn) de John Farrow
- 1943 : Le Cabaret des étoiles (Stage Door Canteen) de Frank Borzage apparition
- 1945 : La Chanson du souvenir (A Song to Remember) de Charles Vidor
- 1945 : Counter Attack de Zoltan Korda
- 1946 : L'Évadé de l'enfer (Angel on My Shoulder) d'Archie Mayo
- 1952 : Un homme à détruire (Imbarco a mezzanotte - Stranger in a Prowl) de Joseph Losey
- 1959 : La Colère du juste (The Last Angry Man) de Daniel Mann

## Distinctions
- Oscar du meilleur acteur en 1936 pour le rôle de Louis Pasteur dans La Vie de Louis Pasteur de William Dieterle
- Coupe Volpi pour la meilleure interprétation masculine à la Mostra de Venise 1936 pour le rôle de Louis Pasteur dans La Vie de Louis Pasteur de William Dieterle